# Алга, Александр Егорович
Алекса́ндр Его́рович А́лга (до 1936 года фамилия по паспорту Бачков) (1913—1977) — чувашский поэт, прозаик, драматург, литературный переводчик, критик. Народный поэт Чувашской АССР (1970).

## Биография

### Происхождение
В начале учился в сельской школе, затем переведён в детский дом. Получил образование в Казанском Чувашском техникуме, Чувашском пединституте.
Преподавал чувашский язык и литературу в школах Красноармейского Цивильского районов, работал в Ядринском педагогическом училище.

### Военная служба
В ноябре 1939 года призван на военную службу в РККА. Служил на Западной Украине.
Участник Великой Отечественной войны. Воевать начал 22 июня 1941 года. Участвовал в приграничных оборонительных боях. 30 июня 1941 года в районе города Львов был ранен в голову и руки и отправлен в госпиталь. С февраля 1943 года воевал командиром взвода и командиром роты в 43-м отдельном инженерно-сапёрном батальоне. Сражался на Северо-Западном, Центральном, Воронежском и 1-м Украинском фронтах. Участвовал в Демянской и Старорусской операциях, Курской битве, освобождении Левобережной Украины, форсировании Днепра, Киевской наступательной и оборонительной операциях, а также в Житомирско-Бердичевской, Ровно-Луцкой, Проскуровско-Черновицкой, Львовско-Сандомирской, Сандомирско-Силезской, Нижнесилезской, Берлинской и Пражской операциях. В апреле 1944 года в районе города Тернополь был ранен во второй раз. Войну закончил старшим лейтенантом.

### Литературная деятельность
Первые стихи появились в печати в 1931 году (в альманахе «Утăм»- Шаг). С 1938 года — член Союза писателей СССР. У Александра Егоровича было многогранное дарование: он творил и в поэзии, и в прозе, также переводил, критиковал. После войны трудился редактором журнале «Ялав», был председателем Чувашского Союза писателей, секретарём Союза писателей РСФСР.
В 1963—1967 гг. — депутат Верховного Совета Чувашской АССР. Перевёл роман «Сеспель» Ю. Збанацкого, трагедию «Гамлет» В. Шекспира, также переложил на чувашский язык произведения А. Пушкина, М. Лермонтова, Т. Шевченко, Н. Некрасова, Янки Купалы.
Умер 15 июня 1977 года в Чебоксарах. 

## Память

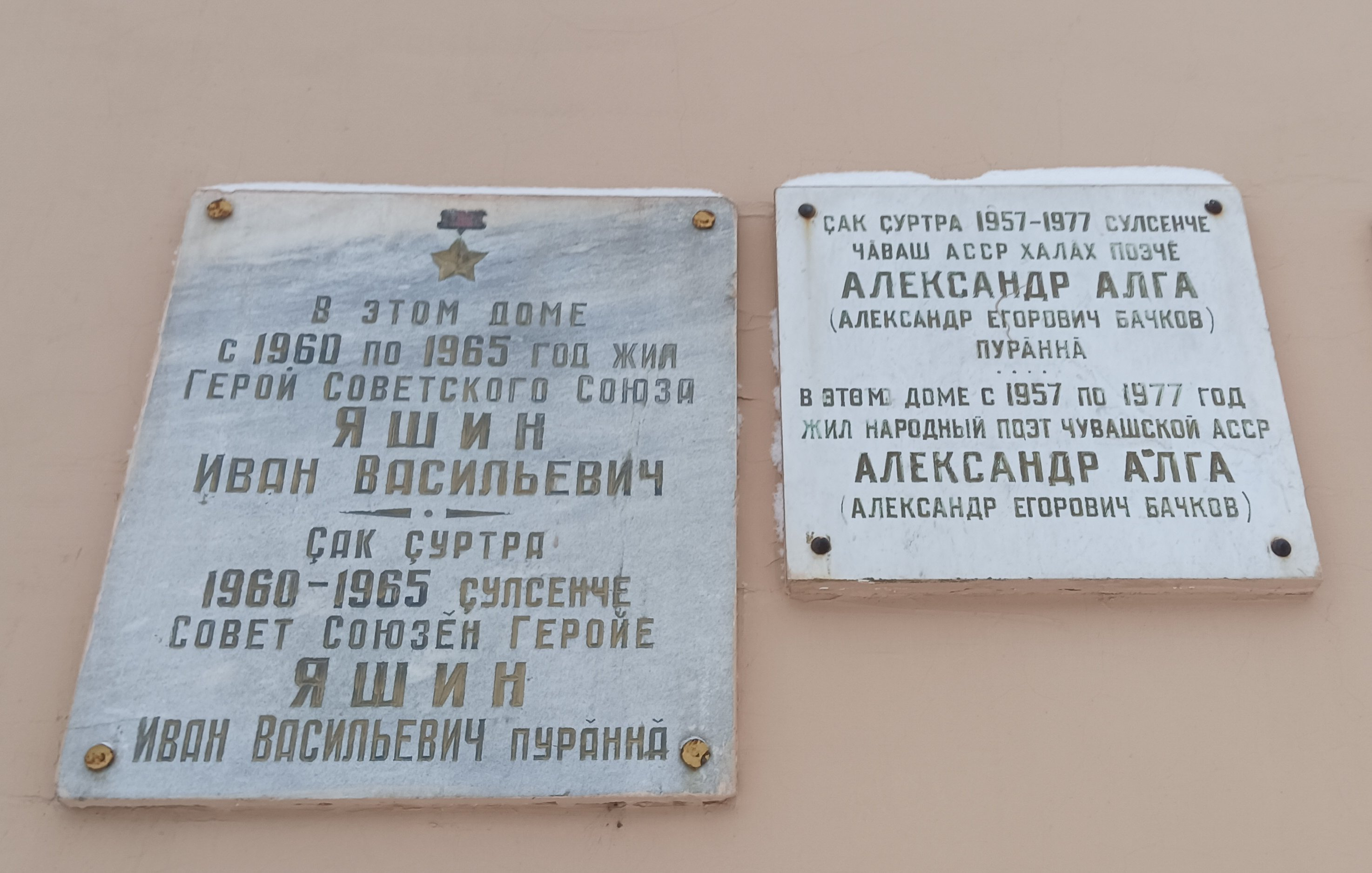
Мемориальная доска

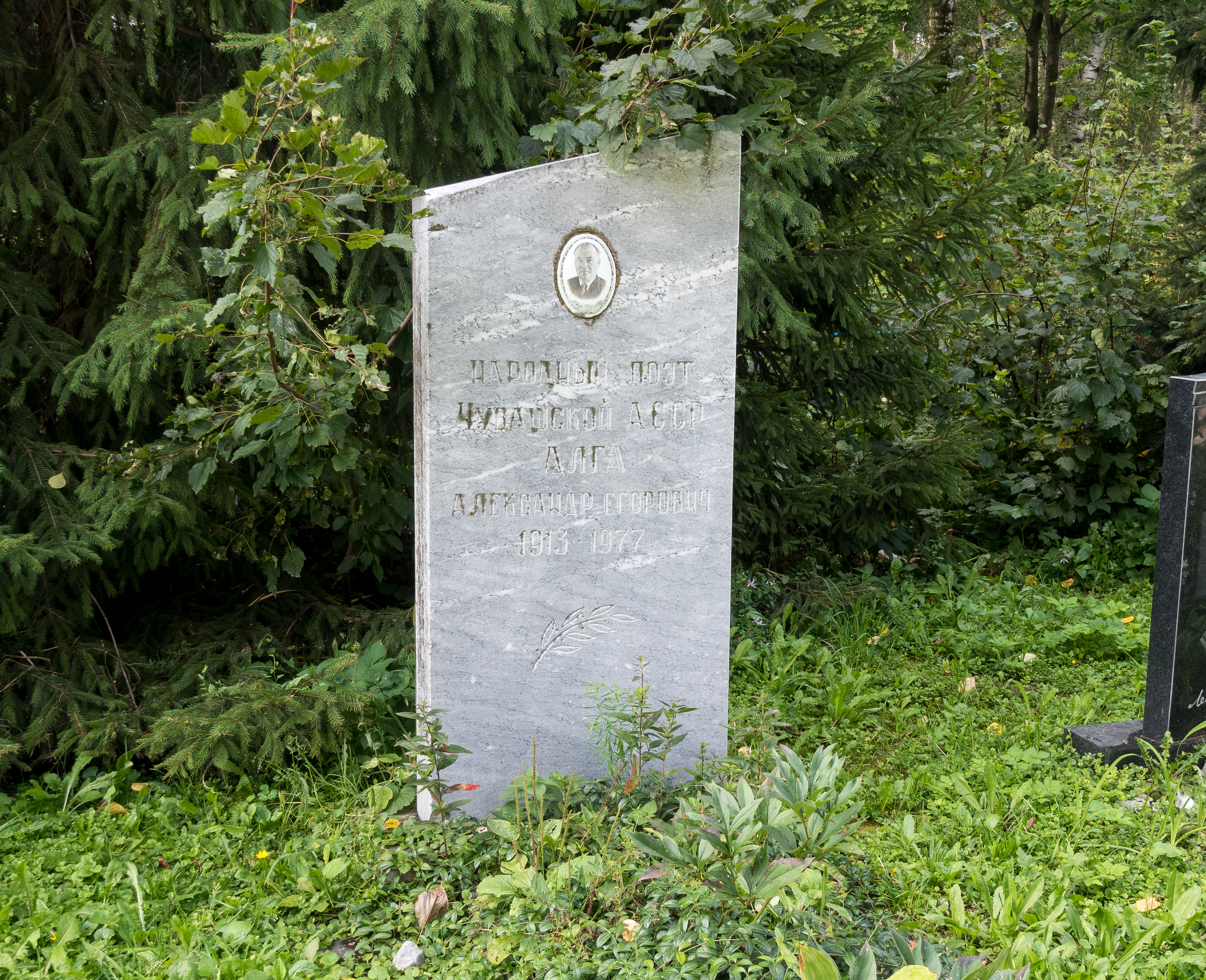
Могила А. Е. Алги в Чебоксарах

Похоронен на кладбище № 1 города Чебоксары.

## Опубликованные книги
- «Хĕвеллĕ ир» (Стихи, 1940);
- «Тăватă çулталăк» (1947);
- «Сăвăсемпе поэмăсем» (1948);
- «Юлташпа юнашар» (Рассказы, 1955);
- «Хамăр ялсем» (поэма, 1956);
- «Легендăсем» (1960);
- «Çамрăксем» (1961);
- «Пурнăçпа вилĕм» (Повести и рассказы, 1966);
- «Хĕçпе çурла» (роман в 2 книгах, 1968, 1973);
- «Хурама та хурăн» (повесть, 1979);
- «Мои земляки» (Ман тăвансем, поэма, на русском языке, 1959);
- «Вязы да березы» (Хурамасемпе хурăнсем, повесть, на русском языке, 1965).

## Награды и премии
- Народный поэт Чувашской АССР (1970)
- орден Красного Знамени (22.04.1945)
- 2 ордена Отечественной войны 2-й степени (30.10.1944; 16.02.1945)
- орден Трудового Красного Знамени
- орден Красной Звезды (19.12.1943)
- орден «Знак Почёта» (18.12.1963)
- медаль «За отвагу» (22.10.1943)
- другие медали